# Parachutes
Parachutes er det første studiealbum lavet af den britiske rockgruppe Coldplay. Albummet blev udgivet den 10. juli 2000 af Parlophone Records. På grund af albummet blev Coldplay kendt på verdensplan. Albummet kom hurtigt på top10 i Storbritannien, og den blev inden for top10 i 33 uger. Albummet vandt også tre priser: Q Awards – Best Album (2000), BRIT Awards – Best British Album (2001) og Grammy Awards – Best Alternative Music Album (2002). 

Fire singler er blevet udgivet fra albummet: "Shiver", "Yellow", "Trouble" og "Don't Panic". "Yellow" er den mest kendte sang fra Parachutes, og det var den sang, som gjorde Coldplay kendt internationalt. Sangen kom på #4 på UK singler. 

## Spor
1. "Don't Panic" – 2:17
2. "Shiver" – 4:59
3. "Spies" – 5:18
4. "Sparks" – 3:47
5. "Yellow" – 4:29
6. "Trouble" – 4:30
7. "Parachutes" – 0:46
8. "High Speed" – 4:14
9. "We Never Change" – 4:09
10. "Everything's Not Lost" – 7:15 
 – Life Is for Living" (gemt nummer starter ved 5:39)
11. "Careful Where You Stand" (Japan, bonusnummer) – 4:45
12. "For You" (Japan, bonusnummer) – 5:42

## Personel
- George Marino – Mastering
- Paul Read – Assistent Ingeniør, Assistent
- Mark Pythian – Computer Konsulent
- Chris Allison – Producer, Ingeniør, Mixing
- Tom Sheehan – Fotografi
- Andrea Wright  Assistent Ingeniør, Assistent
- Phil Harvey – Direktion
- Ken Nelson – Producer, Ingeniør
- Coldplay – Producer, Design, Cover Art, Hovedmedvirkende
- Chris Martin – Vokaler
- Will Champion – Trommer
- Guy Berryman – Basguitar
- Jon Buckland – Guitar
- Sarah Lee – Fotografi